# ヌカロク
ヌカロク（抜か六とも）は、極めて稀な精力絶倫な男性を指す性風俗に絡む隠語。

## 概要
挿入こそが性行為の全てであると考える人にとっては、畏敬を持って語られる存在であるが、常識的に考えれば極めて異常な性欲の持ち主といえる。
語源は「抜かずに六発」の略語とされる。この場合の“発”とは、射精を指すため、額面通りに解釈すれば、一回の性交において、休息を挟まず6回の射精を行う事とされる。
なおこの表現においては、“発”は男性の射精ではなく、女性のオーガズムの回数であるという説もある。同説に従えば、男性が満足する前に女性が6回のオーガズムを感じるという事になるが、これは女性がオーガズムを感じる性行為における回数を遥かに超える（中には一回の性交でオーガズムに達しないケースも50％以上ある）ため、やはり驚異的な回数であると言える訳だが、一般的な性行為では1～3回のオーガズムに達した後、急激に性感や性欲が減退するとされるため、これも異常なケースであると思われる。

## 連続射精と不応期
泌尿器科医の小堀善友氏は「（通常は射精直後に「不応期」（いわゆる「賢者タイム」）が、プロラクチン分泌により発生するため連続射精は難しいが）、射精後にプロラクチンが上昇しない人がおり、その人は射精の連射が可能だった（これを証明した論文もあります）」と読売新聞ヨミドクターに書いている。

## 性交と性感
なお参考までに述べると、多くの日本人男性にとっては、挿入が性行為の全てであるかのように思われているが、婦人雑誌等における調査では、女性側からは長過ぎる挿入はかえって不快なものであるとする意見がある。これは前記の性感や性欲の減退による物であるが、この状態に陥ると、体力が回復するまでは性感がほとんど得られず、また膣内部の愛液も減り、俗にいう乾いた状態となる。この段階において無理に挿入すれば、女性の側にとっては痛みしか与えない事もあるため、まだ性感を得るに到っていない状況同様に、余計な不和を招きかねない。特に疲労困憊しているのに、なお性交を求められ、煩わしいと感じる人もある。
一方、性交の前に行う前戯では、お互いの性的興奮を高め、性感を増大する働きがあるが、これは何も性器の刺激によってのみ興奮が増大するのではなく、以下の条件でも興奮が増す事が知られている。
- キスをする
- 指を舐める・舐められる・舐めさせる
- 裸で触れ合う
- お互いの体（性器他）を見せ合う
- 抱きしめあう
- 撫でる・撫で回す
- 揉む

肩・首筋・足・腕・腰廻り・腹・顔を揉まれる事も、時に官能的である
- 軽くつねる
- 匂いを嗅ぐ・嗅がれる

等
実際問題として性的興奮を感じるためには明確な決まりがある訳では無いため、性的興奮を感じるためなら様々な方法論がほぼ無限にある。特定の相手と良好な性的興奮に到りたい場合は、相互の性癖をよく理解する必要があり、そのためにはお互いに、よく情報交換する事が勧められる。またオーガズム後で満足状態にある相手（女性）に更に挿入を求めると、前記の通り煩わしい・むしろ鬱陶しいとすら感じさせるため、精力絶倫の向きは、事前確認を行った方が良いかも知れない。このような場合においては、性的興奮を高める前戯と同じ行為ではなく、オーガズムの余韻を楽しむ後戯を行う事が勧められ、後戯から回復具合を計ってそのまま前戯に到るという手もある。

## バイアグラとヌカロク
バイアグラを勃起不全治療薬としてではなく、勃起増強薬として使用（乱用）する事で、擬似的にこのヌカロクを体験する事が可能であるという話がある。通常、勃起は性的興奮によって起こるが、同薬服用では性的興奮を全く感じていなくても、強制的に勃起するため、これを使って性行為に及ぶというものである。
特に同薬を使用した場合、精力的・体質的に射精後の勃起状態の維持が出来ない人であっても、勃起状態のままとなるため、精力絶倫状態を体験できるとされるが、実際に使用した向きでは、フルマラソンを走り切って疲れてヘトヘトなのに、更に強制的に走らされる感じである。これに関しては性行為自体が相当な運動量となるためであり、無理に続行すれば過労で倒れる事もある。
バイアグラは、硝酸エステル系心臓病治療薬（ニトログリセリン等）と併用すると、極めて危険な副作用が発生するので注意が必要である。（バイアグラ記事参照の事）